# Jorge Pina Pérez
Jorge Pina Pérez (Madrid, 26 gennaio 1977) è uno schermidore spagnolo, specialista della sciabola.

## Palmarès
In carriera ha conseguito i seguenti risultati:
- Europei di scherma

Gand 2007: oro nella sciabola individuale.
- Giochi del Mediterraneo

Almeria 2005: bronzo nella sciabola individuale.